# 전주 에코시티
전주 에코시티는 제35보병사단과 구 전주비행장등을 이전한 자리에 만들어진 전주시의 신도시이다.

## 시설

### 아파트
- 포레나 전주 에코시티

### 관광
- 세병호